# Kerstin Weiss

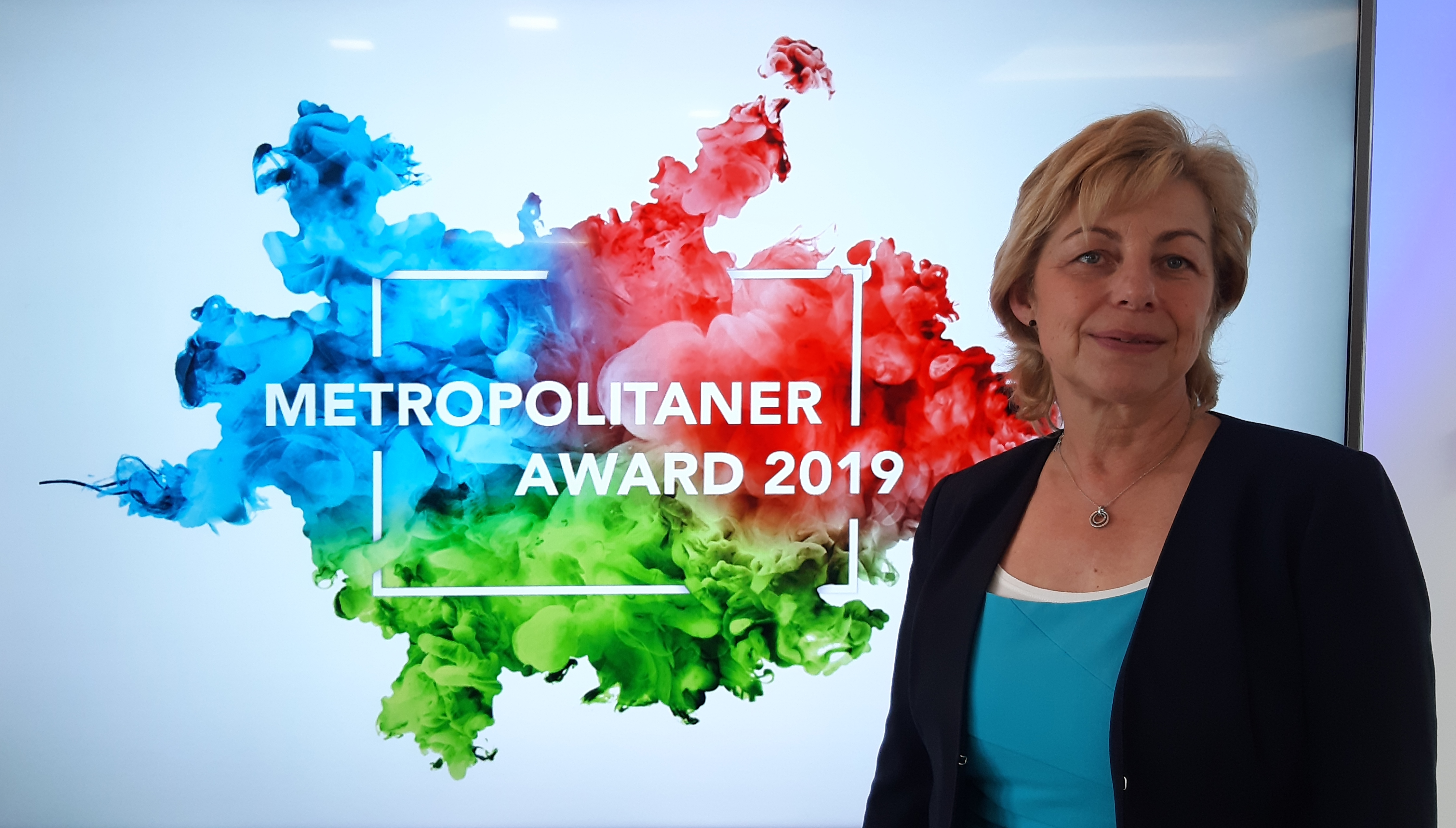
Kerstin Weiss (2019) bei der Vorstellung des Metropolitaner Award

Kerstin Weiss (* 9. Juli 1965 in Boltenhagen) ist eine deutsche Sozialpädagogin und Politikerin (ehem. SPD). Von 2014 bis 2021 war sie Landrätin des Landkreises Nordwestmecklenburg und seit 2024 ist sie Mitglied des Kreistages Nordwestmecklenburg.

## Leben
Nach dem Besuch der Erweiterten Oberschule studierte Kerstin Weiss von 1984 bis 1989 zum Abschluss als Diplomlehrerin mit den Fächern Deutsch und Staatsbürgerkunde. 1989/90 war sie für ein Forschungsstudium freigestellt. In einer berufsbegleitenden Ausbildung erlangte sie den Abschluss „Staatlich anerkannte Sozialpädagogin“. Seit Februar 1991 war sie für den Landkreis Nordwestmecklenburg tätig, zunächst im Jugendamt, dann als Leiterin des Fachdienstes Bildung und Kultur.
Von 2008 bis 2014 war sie 2. Stellvertreterin der Landrätin und als Beigeordnete Leiterin des Fachbereiches Jugend, Bildung, Soziales und Gesundheit sowie für den kommunalen Teil der Jobcenter zuständig.
Nach der Berufung der Landrätin Birgit Hesse zur Ministerin für Arbeit, Gleichstellung und Soziales des Landes Mecklenburg-Vorpommern am 14. Januar 2014 wurde Kerstin Weiss von der SPD als Kandidatin nominiert. Bei der Hauptwahl am 25. Mai 2014 erreichte sie mit 33,4 % knapp die meisten Stimmen vor Gerhard Rappen (CDU) mit 32,9 %. Die Stichwahl am 15. Juni 2014 gewann sie mit 57 % bei einer Wahlbeteiligung von 22,4 %.
Bei der Landratswahl 2021 verlor Kerstin Weiss die Stichwahl am 9. Mai 2021 gegen ihren Herausforderer Tino Schomann (CDU). Dem vorausgegangen waren Vorwürfe „der Vorteilsnahme im Amt“ gegen sie, die sich 2023 als haltlos herausgestellt haben.
Im Februar 2024 ist sie aus der SPD ausgetreten. Im März 2024 gründete sie das BürgerBündnis NWM (BB NWM) für das sie bei der Kreistagswahl im Juni 2024 kandidierte und über die sie für die Wahlperiode 2024–2029 in den Kreistag eingezogen ist. Kerstin Weiss ist neben dem Selmsdorfer Bürgermeister Marcus Kreft (ehemals SPD) Vorsitzende der kommunalen Wählergruppe.
Außerdem errang sie bei der Kommunalwahl 2024 ein Mandat in der Stadtvertretung ihrer Heimatstadt Dassow und ist dort 1. Stellvertreterin des Bürgermeisters.

## Ämter
- 1997–2004 Bürgermeisterin in Dassow
- 1999–2004 Amtsvorsteherin Amt Ostseestrand
- 1993–2008 Mitglied der Stadtvertretung Dassow
- 2014–2021 Landrätin des Landkreises Nordwestmecklenburg
- seit 2024 Mitglied der Stadtvertretung Dassow und 1. stellvertretende Bürgermeisterin
- seit 2024 Mitglied des Kreistages Nordwestmecklenburg